# Mantellato
Mantellato è un termine usato in araldica.
Si ha quando dalla metà del capo dello scudo dipartono due linee convesse o rette che scendono agli angoli della punta o alla metà dei fianchi (mantellato rialzato) e disegnano un mantello.

Innestato in punta si ha quando una forma analoga di mantello, però di piccole dimensioni, è innestata in punta: per lo più, ma non solo, negli scudi partiti.
Nel caso in cui i tre campi sono di smalti diversi, si preferisce il termine interzato in mantello.
A partire dalla definizione dell'interzato, si può concludere che con il termine mantello possiamo indicare la parte di scudo che circonda lo spazio triangolare, la cui base coincide con il lato inferiore dello scudo ed il cui vertice si trova nel centro del lato superiore dello scudo stesso. È quindi distinto dalla parte di scudo che circonda lo spazio triangolare detto pila rovesciata, caratterizzato dall'avere la base di dimensioni minori del lato inferiore dello scudo. Sulla base di questa convenzione chiameremo cappa la parte di scudo che è esterna allo spazio delimitato da due linee che congiungono il centro del lato superiore dello scudo con il centro dei due lati verticali.
Si deve notare che i due termini mantellato e cappato dell'araldica italiana risultano essere invertiti rispetto ai corrispondenti termini francesi che sono infatti chapé e mantelé.

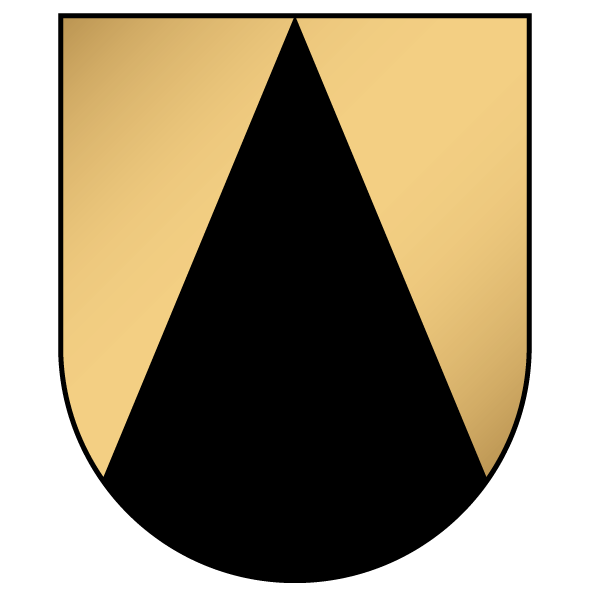
Di nero mantellato d'oro
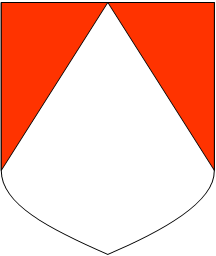
D'argento, mantellato di rosso
D'argento, mantellato di rosso (Biassono)
D'oro, mantellato ritondato di nero (San Leonardo in Passiria)
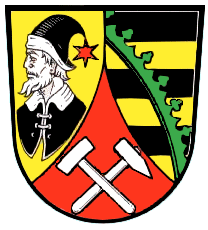
Interzato in mantello ritondato: il 1° d'oro, il 2° fasciato di nero e d'oro, il 3° di rosso (stemma di Stockheim, Germania)
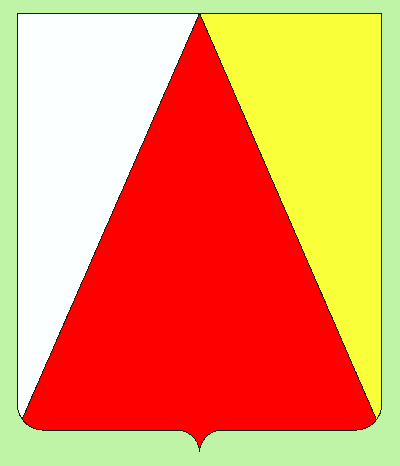
Interzato in mantello d'argento, di rosso e d'oro
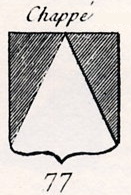
D'argento, mantellato di porpora
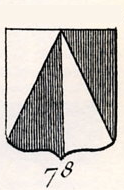
Partito di rosso e d'argento, mantellato dell'uno all'altro
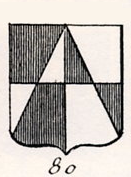
Inquartato d'argento e di rosso mantellato dell'uno all'altro
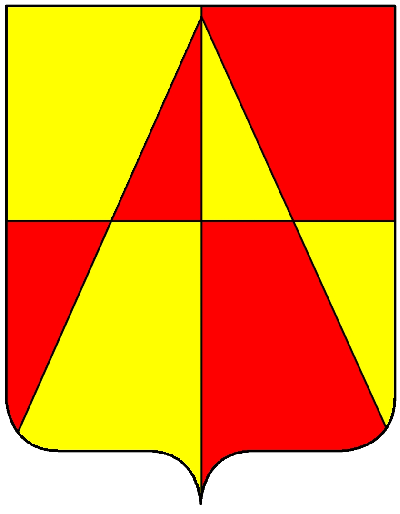
Inquartato d'oro e di rosso mantellato dell'uno all'altro
Interzato in mantello ritondato di rosso, d'argento e di verde (Schwarzen, Germania)
Di rosso, mantellato ritondato d'azzurro